# Christina Rocha
Maria Christina Lima Corrêa da Rocha, mieux connue comme Christina Rocha (née le 7 juin 1957 à Rio de Janeiro), est une journaliste et présentatrice de télévision brésilienne. Entre mai 2009 et mars 2023, elle a été la présentatrice de l'émission Casos de Família (Cas de Famille) et Tá na Hora (C'est l'Heure) sur SBT,,,,. Elle est actuellement la présentatrice et créatrice du podcast Christina PodTudo sur YouTube,.

## Carrière
Diplômée en journalisme de la Faculdades Integradas Hélio Alonso, Christina s'est fait connaître en tant que présentatrice du programme O Povo na TV (Les Gens à la Télé), sur l'ancienne TVS, aujourd'hui SBT, en 1982. Il s'agissait d'un programme d'interviews sur des sujets controversés et scandaleux. Il a également présenté des potins du monde artistique et des panels de protection des consommateurs. Durant ces mêmes périodes, il participe à plusieurs films à la suite de la série Trapalhões. Des rapports font état de plaintes émanant de consommateurs mal servis, placés face à face avec des fournisseurs de services et de produits. La conversation débouchait souvent sur des bagarres physiques. Il a obtenu des notes élevées et a même menacé TV Globo à l'époque. Wilton Franco, Wagner Montes, Sérgio Mallandro et Roberto Jefferson sont également apparus comme présentateurs.
Le journaliste présenterait également les programmes O Preço Certo (Le Prix Juste) et Musicamp sur la même chaîne de télévision, aux côtés de Wagner Montes. Elle a été reporter pour Viva a Noite et a présenté les programmes Show da Tarde (Show de l'Après-Midi), Sessão Premiada, Programa Flávio Cavalcanti, TV Pow et a été juge sur Show de Calouros. En 1991, elle a présenté Aqui Agora (Ici Maintenant), avec d'autres journalistes, jusqu'en 1996. En 1997, il y a aussi un jeu télévisé sur SBT intitulé Alô, Christina (Bonjour, Christina), qui est resté à l'antenne jusqu'en 1998. Il a également présenté Programa Livre (Programme Libre), les jeudis, entre le 16 septembre et le 30 décembre 1999, intégrant une rotation de cinq présentateurs en raison du départ de Serginho Groisman de SBT à TV Globo. Christina faisait partie de la rotation avec Ney Gonçalves Dias, Márcia Goldschmidt, Lu Barsoti et Otávio Mesquita.
Entre le 8 janvier et le 10 juin 2000, Christina a présenté le programme Fantasia (Fantaisie), en compagnie de Celso Portiolli et de trois autres présentateurs, qui, comme elle, venaient également de Programa Livre : Lu Barsoti, Márcia Goldschmidt et Otávio Mesquita. En mai 2001, la journaliste a commencé à présenter, avec Clodovil Hernandes, Mulheres (Femmes), où elle est restée jusqu'en mars 2002, date à laquelle elle a cédé sa place à Catia Fonseca, sur TV Gazeta. Le partenariat entre les deux n'a duré que quelques mois en raison de désaccords entre les présentateurs. Entre 2003 et 2004, il présente une nouvelle version du programme Alô, Christina et Comando Record sur Rádio Record. En 2006, elle devient juge dans l'émission O Melhor do Brasil (Le Meilleur du Brésil), avec Márcio Garcia, sur Record. En 2007, elle présente l'émission Onde Está Você? (Où Es-Tu ?), sur Rede Bandeirantes. En 2008, la journaliste revient à SBT, où elle présente la deuxième saison d'Aqui Agora, avec d'autres journalistes. Cependant, la nouvelle version du programme n'a duré que peu de temps et Christina a de nouveau quitté la télévision.
Quelques mois plus tard, en 2009, elle a été choisie comme nouvelle présentatrice de Casos de Família, en remplacement de Regina Volpato, qui n'a pas renouvelé son contrat avec la chaîne parce qu'elle n'était pas d'accord avec les changements proposés par la chaîne pour le programme. Ce nouveau format acquis par SBT appartient à un producteur vénézuélien. Toujours en 2009, elle participe au feuilleton Vende-se um Véu de Noiva, dans le rôle d'Eva, et en 2011, elle participe au spécial 30 Anos de Chaves, dans le rôle de Dona Clotilde. Christina Rocha était également actrice dans les films Trapalhões.
Le 18 mars 2024, Christina prend la présentation de Tá na Hora (C'est l'Heure), aux côtés de Marcão do Povo. Rocha a présenté la nouvelle jusqu'au 5 avril, étant remplacé la semaine suivante par Márcia Dantas.